# Lê Văn Hoạch
Lê Văn Hoạch (* 1896 in der Provinz Can Tho; † 1978 ebenda) war ein südvietnamesischer Politiker mit Verbindungen zum Caodaismus.

## Herkunft und Ausbildung
Le Van Hoach wurde in der Provinz Can Tho in Cochinchina geboren. Er absolvierte seine Schulausbildung am Lycée Chasseloup Laubat in Saigon. Im Anschluss absolvierte er ein Studium der Medizin in Hanoi. Er arbeitete zunächst im Hôpital Lalung Bonnaire in Saigon, wo er sich auf Augenheilkunde spezialisierte. Danach ließ er sich als Allgemeinmediziner und Augenarzt in seiner Heimatprovinz nieder.
Vor dem Zweiten Weltkrieg war er in der religiösen Bewegung des Caodaismus aktiv.

## Politische Karriere
Während des Zweiten Weltkriegs hatte er gute Kontakte zu den Japanern, in deren Einflusssphäre Französisch-Indochina während des Krieges geriet. Nach der Machtübernahme der Japaner im Zuge der Operation Meigo Sakusen wurde er im März 1945 kurzzeitig Polizeichef von Saigon. Nach der Niederlage Japans begrüßte er das Wiedererstarken des französischen Kolonialstaats und beteiligte sich unter dem Generalgouverneur Georges Thierry d’Argenlieu am Aufbau der Autonomen Republik Cochinchina. Vom November 1946 bis September fungierte er als deren Präsident und versuchte den Aufbau eines cochinesischen Teilstaats voranzutreiben.
1948 war er daran beteiligt, Bảo Đại erneut als Staatsoberhaupt Französisch-Indochinas zu gewinnen.
Le Van Hoach gründete das Rassemblement national du Sud-Vietnam, welches sich auf die religiösen Bewegungen der Caodai und Hoa Hao stützte. In der Regierung von Nguyen Van Tam wurde er Gesundheitsminister, er verlor jedoch die Unterstützung des Cao-Dai-Anführers Phạm Công Tắc. 1953 fungierte Le Van Hoach als Vizepremierminister und Informationsminister.
Nach der Niederlage der Franzosen im Indochinakrieg und der Unabhängigkeit Südvietnams übernahm Le Van Hoach weiterhin politische Führungspositionen. 1973 wurde er Rektor der Universität der Cao-Dai-Bewegung.
Er starb 1978 in seiner Heimatprovinz Can Tho.